# Belisama
Dentro del politeísmo celta, Belisama (también Bηλησαμα, Belisma, Belisana o Belesama) era una diosa adorada tanto en la Galia como en la Bretaña. Estaba relacionada con los lagos, los ríos, el fuego, el trabajo manual y la luz. Se especula que fuera la consorte de Belenus, con quien compartía ciertos atributos. Aunque el significado exacto de su nombre es incierto, una posible interpretación del mismo es «muy fuerte».
Julio César la relacionó con la Minerva romana. Como esta, era la diosa del hogar doméstico, patrona de los herreros y los artesanos del metal. Belisama es la Brigantia irlandesa, hija de Dagda y patrona de poetas.